# Библиотека „Галактика“
„Библиотека Галактика“ е издателска поредица за научнофантастична (и криминална отначало) литература на книгоиздателства „Георги Бакалов“ (до 1989 г.) и „Галактика“  (след 1989 г.) във Варна.
Поредицата стартира през 1979 година по инициатива на преводача и издател Милан Асадуров, който създава концепцията на поредицата и доставя от САЩ около 500 книги по списък. Те са задържани няколко месеца от ДС, но все пак накрая повечето са освободени, защото Асадуров доказва, че са превеждани и издавани в СССР. Службите не знаят, че цялата редакция на московското издателство „Млада гвардия“ е уволнена през есента на 1968 г. заради издателската „идеологическа диверсия“.
В нейните рамки за първи път на български език са преведени и публикувани творби на автори като Франк Хърбърт, Робърт Силвърбърг, Урсула Ле Гуин, Реймънд Чандлър, Артър Хейли.
Книгите от поредицата са номерирани – всяка излиза под пореден номер. Това способства те да станат обект на колекциониране. Всяка от тях носи характерно лого – надпис „Библиотека Галактика“, повторен два пъти и извит като спирала. Илюстратор на кориците на книгите до №107 включително е художничката Текла Алексиева. Красотата на кориците ѝ има немалък принос за популярността на поредицата. От №108 кориците са дело на Димитър Трайчев и Деян Веков, които се редуват, от № 117 до края – на Петьо Маринов, а №120 е на Илко Бърдаров.
Поредицата е най-често излизащата поредица за фантастика преди прехода. Читателите я харесват, защото си позволява заглавия и възгледи, намиращи се на границата на допустимото при социалистическото управление. Представя много широк спектър автори, разнообразни стилове, възгледи, националности, и дава добър поглед върху фантастиката като цяло. От някои нейни книги са продавани по над 100 000 екземпляра.

## Издадени книги

### От издателство „Георги Бакалов“ (до 1989 г.)
1. „Синият тайфун“ – сборник разкази
2. „Двойната звезда“ – Любен Дилов
3. „Завръщане от звездите“ – Станислав Лем
4. „Среща с Рама“ – Артър Кларк
5. „Алиби“ – Димитър Пеев
6. „Тайнственият триъгълник“ – сборник разкази
7. „Второто нашествие на марсианците“ – А. и Б. Стругацки
8. „Гробищен свят“ – Клифърд Саймък
9. „Чоки“ – Джон Уиндъм
10. „Спускане в Маелстрьом“ – Едгар Алан По
11. „Допълнителна примамка“ – Робърт Йънг
12. „Кристалното яйце“ – Хърбърт Уелс
13. „Онирофилм“ – сборник разкази
14. „Тревожни симптоми няма“ – Иля Варшавски
15. „Летище“ – Артър Хейли
16. „Паноптикум на стари криминални случки“ – Иржи Марек
17. „Сините пеперуди“ – Павел Вежинов
18. „Мегре и човекът на пейката“ – Жорж Сименон
19. „Нулево решение“ – Конрад Фиалковски
20. „Лявата ръка на мрака“ – Урсула Ле Гуин
21. „Сбогом, моя красавице“ – Реймънд Чандлър
22. „Пътуване в Уибробия“ – Емил Манов
23. „Дървото на Вси Светии“ – Рей Бредбъри
24. „Кукла на верига“ – Алистър Маклейн
25. „Фабрика за абсолют“ – Карел Чапек
26. „Перпендикулярно време“ – сборник разкази
27. „Трагедия в три действия“ – Агата Кристи
28. „Изваяние“ – Генадий Гор
29. „Задачата“ – Петер Жолдош
30. „Краят на вечността“ – Айзък Азимов
31. „Смъртта вкарва голове“ – Геза Цифра
32. „Гуслярски истории“ – Кир Буличов
33. „Народът на моретата“ – Мишел Гримо
34. „Денят на трифидите“ – Джон Уиндъм
35. „Дамата с рентгеновите очи“ – Светослав Минков
36. „Градът“ – Клифърд Саймък
37. „Самотният скиор“ – Хемънд Инис
38. „Огнен цикъл“ – Хал Клемънт
39. „Цената на бездната“ – Адриан Рогоз
40. „Конски гамбит“ – Уилям Фокнър
41. „Живият пясък“ – Дмитрий Биленкин
42. „Планетата на маймуните“ – Пиер Бул
43. „Тежестта на скафандъра“ – Любен Дилов
44. „Цилиндърът на Ван Троф“ – Януш Зайдел
45. „Машината на пространството“ – Кристофър Прист
46. „Сърцето на змията“ – Иван Ефремов
47. „Добре охранявани мъже“ – Робер Мерл
48. „Затъмнение 2000“ – Лино Алдани
49. „Недокоснат от човешки ръце“ – Робърт Шекли
50. „Скитникът между звездите“ – Джек Лондон
51. „Червената звезда“ – Александър Богданов
52. „Нулева зона“ – Херберт Франке
53. „Магьосникът от Землемория“ – Урсула Легуин
54. „Млечният път“ – Север Гансовски
55. „Верблюд“ – Йордан Радичков
56. „Галактическа болница“ – Джеймс Уайт
57. „Звездни дневници“ – Станислав Лем
58. „Машината на времето“ – Хърбърт Уелс
59. „Експедиции в обратна посока“ – Йозеф Несвадба
60. „Черният облак“ – Фред Хойл
61. „Белият гущер“ – Павел Вежинов
62. „Големият портрет“ – Дино Будзати
63. „Ветровете на времето“ – Чад Оливър
64. „Какво сънуват псиборгите?“ – Пиер Барбе
65. „Съдба“ – Шиничи Хоши
66. „Глиненият бог“ – Анатолий Днепров
67. „Невидимият кръг“ – Бернд Улбрих
68. „Лунна дъга“ – Сергей Павлов
69. „Тунел под света“ – Фредерик Пол
70. „Ах, тази Алиса!“ – Сам Лундвал
71. „Сърцето в картонената кутия“ – К. Константинов, Св. Минков
72. „Скок над бездната“ – Сергей Снегов
73. „Аелита“ – Алексей Толстой
74. „Лунна дъга II“ – Сергей Павлов
75. „Гръмна гръм“ – Рей Бредбъри
76. „Повече от човешки“ – Теодор Стърджън
77. „Последният човек“ – Петер Богати
78. „Чужди звезди“ – Ерик Симон
79. „Грубо в мозъка“ – Пиер Пьоло
80. „Зелените хълмове на Земята“ – Робърт Хайнлайн
81. „Портрети на небесни тела“ – Росен Босев
82. „Хиперболоидът на инженер Гарин“ – Алексей Толстой
83. „Отровата на Алкория“ – Дан Дастие
84. „Хищните вещи на века“ – А. и Б. Стругацки
85. „Планетата на двойниците“ – Карен Симонян
86. „В клопката“ – Адам Холанек
87. „Денят на възраждането“ – Сакьо Комацу
88. „Замъкът на лорд Валънтайн“ – Робърт Силвърбърг
89. „Пътят на слепите птици“ – Лудвиг Соучек
90. „Дюн I“ – Франк Хърбърт
91. „Замъкът на лорд Валънтайн II“ – Робърт Силвърбърг
92. „Без сенки“ – Атанас Наковски
93. „Отново и отново“ – Клифърд Саймък
94. „Гневът на ненагледна“ – Леонид Панасенко
95. „Кутията на Пандора“ – Ярослав Ваис
96. „Пътеводител на галактическия стопаджия“ – Дъглас Адамс
97. „Знаците на зодиака“ – Олга Ларионова
98. „Сърцето и галактиката“ – Пиер Бул
99. „Жива душа“ – Пер Кристиан Йершилд
100. „Дюн II“ – Франк Хърбърт

### От издателство „Галактика“ (след 1989 г.)
1. „Бъдеще несъвършено“ (сборник) – Доминго Сантос
2. „Диаболични повести и разкази“ – Владимир Полянов
3. „Апикис“ – Курд Ласвиц
4. „Прекрасният нов свят“ – Олдъс Хъксли
5. „Жълтият прах на времето“ – Мишел Жори
6. „Фиаско“ – Станислав Лем
7. „Трите заповеди на създателя“ – Джеймс Хоуган
8. „Унищоженият“ – Алфред Бестър
9. „Планета за изгнаници“ – Урсула Легуин
10. „Космически течения“ – Айзък Азимов
11. „Междинна станция“ – Клифърд Саймък
12. „Свят на смъртта 1“ – Хари Харисън
13. „Свят на смъртта 2“ – Хари Харисън
14. „Свят на смъртта 3“ – Хари Харисън
15. „Дългият следобед на Земята“ – Брайън Олдис
16. „Съкровището на Аптор“ – Самюъл Дилейни
17. „Опцията на Тюринг I“ – Хари Харисън и Марвин Мински
18. „Опцията на Тюринг II“ – Хари Харисън и Марвин Мински
19. „Певците на времето“ – Фредерик Пол и Джак Уилямсън
20. „Кухият човек“ – Дан Симънс
21. „Човекът в лабиринта“ – Робърт Силвърбърг
22. „Приказка за Тройката“ – Аркадий и Борис Стругацки
23. „Антиутопия. Бедни мой Бернардие“ – Агоп Мелконян